# Square de la Porte-de-la-Villette
Le square de la Porte-de-la-Villette est un square du 19e arrondissement de Paris.

## Situation et accès
On accède à ce square par le 22, rue du Chemin-de-Fer et la rue Forceval.
Il est desservi par la ligne 7 aux stations Aubervilliers - Pantin - Quatre Chemins et Porte de la Villette.

## Origine du nom
Il porte ce nom en raison de la proximité de la porte de la Villette. 

## Historique
Si le nom actuel du square a été donné lors de la création du boulevard périphérique à la fin des années 1960, cet espace vert existait déjà auparavant et a été divisé en deux par le passage du périphérique. Depuis la rue du Chemin-de-Fer, vers le nord-est, une voie non autorisée aux véhicules à moteur, la rue Forceval, traverse le square, puis passe sous le périphérique dans un tunnel avant d'atteindre le territoire de la ville de Pantin.
En septembre 2021, le square est victime d'un nouvel épisode de la crise du crack à Paris : la préfecture de police de Paris y procède au déplacement de centaines de toxicomanes qui étaient auparavant établis rue Riquet,. Consécutivement, pour s'opposer à ce que des toxicomanes se rendent directement depuis le square vers les quartiers proches d'Aubervilliers et Pantin par la rue Forceval, le souterrain de celui-ci est condamné au moyen de parpaings par les autorités. Cette mesure est critiquée, car nuisant à la circulation des habitants de ces quartiers, sans pour autant que ceux-ci soient efficacement protégés des nuisances emmenées par les toxicomanes, ces derniers pouvant toujours franchir le périphérique par d'autres itinéraires.